# Pan (kráter)

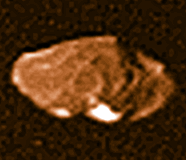
Měsíc Amalthea

Pan je největší kráter na Jupiterově měsíci Amalthea. Jeho šířka je 100 km a obsahuje alespoň 8 roklin. Pan je jeden ze dvou pojmenovaných kráterů na měsíci Amalthea, druhý je Gaea. Je pojmenován po bohu Panovi z řecké mytologie.